# Зеркальное (озеро, Ленинградская область)
Зерка́льное (до 1948 Юлисъярви, фин. Kuujärvi Ylisjärvi — верхнее озеро) — озеро ледникового происхождения в водной системе реки Величка, расположено на юге Выборгского района Ленинградской области, на Карельском перешейке.
Имеет каплевидную форму, вытянутую по азимуту северо-запад — юго-восток. Площадь озера — 3,34 км². Средняя глубина — 3,7 метра, максимальная достигает 9 метров. Лежит на высоте 48,9 метра над уровнем моря. В озеро впадает несколько безымянных ручьёв, вытекает также безымянная протока в озеро Сенновское. В юго-восточной части озера — два небольших острова: Большой и Малый.
На берегу действует база отдыха, ДОЛ «Зеркальный».
Биомасса зоопланктона в водах озера — 0,98 г/м³, фитопланктона — 0,83 г/м³, зообентоса — 1,5 г/м².